# サンティアゴ・カセレス
サンティアゴ・カセレス（Santiago Cáseres  ,  1997年2月25日 - ）は、アルゼンチン・ブエノスアイレス州パルケ・レロイール出身のプロサッカー選手。アルゼンチン・プリメーラ・ディビシオンのCAベレス・サルスフィエルドに所属している。ポジションはMF。

## 来歴
2005年に国内リーグのCAベレス・サルスフィエルドのアカデミーチームに入団。2016年にトップチームに昇格。2017年3月18日のニューウェルズ・オールドボーイズ戦でプロデビュー。2016-17シーズンは11試合、翌2017-18シーズンは23試合に出場するなど、チームの中心選手となり、アトレティコ・マドリードなどが獲得に興味を示すようになる。
2018年7月16日、ビジャレアルCFと5年契約を締結した。